# پاوئو کرولیکوفسکی
پاوئو کرولیکوفسکی (لهستانی: Paweł Królikowski؛ ‏ ۱ آوریل ۱۹۶۱–۲۷ فوریه ۲۰۲۰) مجری، بازیگر و صداپیشه اهل لهستان بود.
از فیلم‌ها یا مجموعه‌های تلویزیونی که وی در آن‌ها نقش داشته‌است، می‌توان به فرصت دوباره، خبرچینان، پیت‌بول، بلفر، دوستان، هتل ۵۲، پدر متیو، ع چون عشق، تیم، در خوشی و سختی، کارآگاهان جنایی، خودِ زندگی، بی‌شرم، مصائب بالتازار کوبر، قضاوت درباره فراچیشکا کووسا و ما همه مسیح هستیم اشاره نمود.